# Андрей Горчаков
Андрей Иванович Горчаков (1779, Москва – 1855, Москва) е княз, руски пълководец; генерал от пехотата от 1819 г.; брат на Алексей Горчаков.